# Potyczka w Maczkach
Potyczka w Maczkach – potyczka powstania styczniowego stoczona 5 lutego 1863 roku przy stacji kolejowej w Maczkach. Walka toczyła się między oddziałkiem powstańczym, a oddziałem rosyjskiej straży granicznej. Starcie zakończyło się zwycięstwem powstańców.
Od końca stycznia 1863 roku w Ojcowie organizowano oddział powstańczy pod dowództwem Apolinarego Kurowskiego. Pierwszymi działaniami powstańców było przeprowadzenie kilku wypadów na nadgraniczne komory celne w Michałowicach i Szycach. Pozytywnym skutkiem tych działań było zdobycie na Rosjanach kilkudziesięciu karabinów i kilkunastu koni kawaleryjskich z rzędami. Zdobycze te pozwoliły uzbroić powstańców. Wyprawy te pokazały też, że rosyjska straż graniczna jest zdemoralizowana i szybko się poddaje. Sukcesy te skłoniły Kurowskiego do przeprowadzenia odważniejszych działań na większą skalę. Rankiem 5 lutego 1863 r. Kurowski wyruszył z Ojcowa w kierunku zachodnim, aby oczyścić granicę z Rosjan. Oddział liczył 50 strzelców (uzbrojonych w zdobyczne rosyjskie karabiny) pod dowództwem Edwarda Staweckiego, 50 kosynierów Teodora Cieszkowskiego i 50 kawalerzystów Ludwika Miętty. W obozie zostało kilkuset gorzej uzbrojonych ludzi. Celem wyprawy była stacja kolejowa Maczki, bo doszły do Kurowskiego informacje, że koncentruje się tam rosyjska straż graniczna. Po drodze w Przegoni dołączyło do oddziału kolejnych 100 ludzi, których poprzednio wyprawiono w stronę Olkusza i Bolesławia dla rekwirowania prowiantów i zbierania ochotników. Oddział powstańczy zatrzymał się po drodze w Olkuszu i tutaj spędził noc. Było to pierwsze miasto powiatowe w województwie krakowskim zajęte przez powstańców. Kurowski postanowił wykorzystać to politycznie, chcąc zorganizować tutaj administrację narodową. Działania te zajęły trochę czasu, co opóźniło powstańczy pochód, tak że oddział wyruszył w dalszą drogę dopiero 6 lutego koło południa.  
W tym czasie doniesiono jednak majorowi dowodzącemu w Maczkach o zbliżaniu oddziału powstańczego. Oficer ten postanowił nie czekać tutaj na Polaków i jeszcze 5 lutego wycofał się ze swoimi 309 ludźmi przez Niwkę do Modrzejowa. Na stacji kolejowej w Maczkach pozostał tylko kapitan żandarmerii Tajnowski z 6 szeregowcami. Ludność Maczek i urzędnicy kolejowi nie mogli się już doczekać przybycia powstańców. Postanowiono działać. 5 lutego 1863 r. napadnięto na Rosjan i rozbrojono ich. Praktykant w służbie ruchu Korag objął prowizoryczne dowództwo stacji. Jeńców rosyjskich odesłano następnego dnia do Szczakowa. 6 lutego około godziny 18 przybył wreszcie Kurowski, witany przez ludność miejscową.  W Maczkach usunięto aparat telegraficzny, a także zabrano z kasy komory celnej 34270 rubli. Zajęto pociąg towarowy na który wsadzono oddział powstańczy i o godzinie 23 wyruszono nim do Sosnowca. Tam doszło do zwycięskiej bitwy. 